# Laxtjärnet (Svanskogs socken, Värmland)
Laxtjärnet är en sjö i Säffle kommun i Värmland och ingår i Göta älvs huvudavrinningsområde.